# Incilius epioticus
Incilius epioticus es una especie de anfibio de la familia Bufonidae.
Es endémica de la vertiente caribeña de la Cordillera de Talamanca en Costa Rica y Panamá.
Su hábitat natural son los premontanos boscosos.